# Jan Karel van den Broek
Jan Karel van den Broek, nizozemski zdravnik, kemik, fotograf in pedagog, * 1814, † 1865.
Broek je v Nagasakiju predaval zahodno medicino, kemijo in fotografijo.